# Humbertochloa greenwayi
Humbertochloa greenwayi är en gräsart som beskrevs av Charles Edward Hubbard. Humbertochloa greenwayi ingår i släktet Humbertochloa och familjen gräs. Inga underarter finns listade i Catalogue of Life.